# Kings of Africa. Paleiskunst uit de Koninkrijken van Centraal Afrika
Kings of Africa. Paleiskunst uit de Koninkrijken van Centraal Afrika was een tentoonstelling in het MECC in de Nederlandse stad Maastricht van 27 juni tot 27 augustus 1992.
De tentoonstelling bracht een collectie op de vloer van 200 topstukken uit de Afrikaanse verzameling van het Museum für Völkerkunde Berlin, een van de oudste en rijkst gesorteerde volkenkundige musea in de wereld. De Afrikaanse collectie van dit museum is wereldberoemd, vooral ook door de vorstelijke attributen uit Kameroen, een Duitse kolonie tussen 1884 en 1919, Congo, Angola en Zambia. Getoond werden onder meer tronen, koningsbeelden, muziekinstrumenten, statuswapens, architectuurfragmenten, magische attributen, maskers en sieraden. De expositie was ontworpen door de gerenommeerde Italiaanse vormgever Ettore Sottsass, die het MECC in de hand had kunnen nemen door een aantal welwillende sponsors zoals de minister voor Ontwikkelingssamenwerking, het Prins Bernardfonds en de Duitse Lufthansa. 
De publicatie bij de tentoonstelling was een zeer luxueuze uitgave, met foto's en beschrijvingen van alle getoonde artefacten en essays van Duitse, Vlaamse, Franse en Britse antropologen en museumconservatoren. Het extra voorwoord was van Prins Claus.

## Publicatie
- Beumers, Erna and Hans-Joachim Koloss (eds.), Kings of Africa. Art and Authority in Central Africa. Maastricht: Foundation Kings of Africa, 1992